# Rosasia
Rosasia is een geslacht van uitgestorven bothremydide pleurodire schildpadden dat in de jaren dertig werd ontdekt in de Argilas de Aveiro-formatie van Portugal. Het geslacht heeft als typesoort Rosasia soutoi, genoemd naar Alberto Souto. Het holotype heeft geen gepubliceerd inventarisnummer.
In 2016 werd een geslacht Inaechelys benoemd op basis van holotype DGEO-CTG-UFPE 6174. Deze werd echter onmiddellijk als geldig geslacht verworpen door Pedro Romano welke een Rosasia pernambucensis benoemde.